# Gare de Drancy
La gare de Drancy est une gare ferroviaire française de la ligne de La Plaine à Hirson et Anor (frontière), située dans la commune de Drancy (département de la Seine-Saint-Denis).
C'est une gare de la Société nationale des chemins de fer français (SNCF) desservie par les trains de la ligne B du RER. Elle est située à 11,5 kilomètres de la gare de Paris-Nord.

## Situation ferroviaire

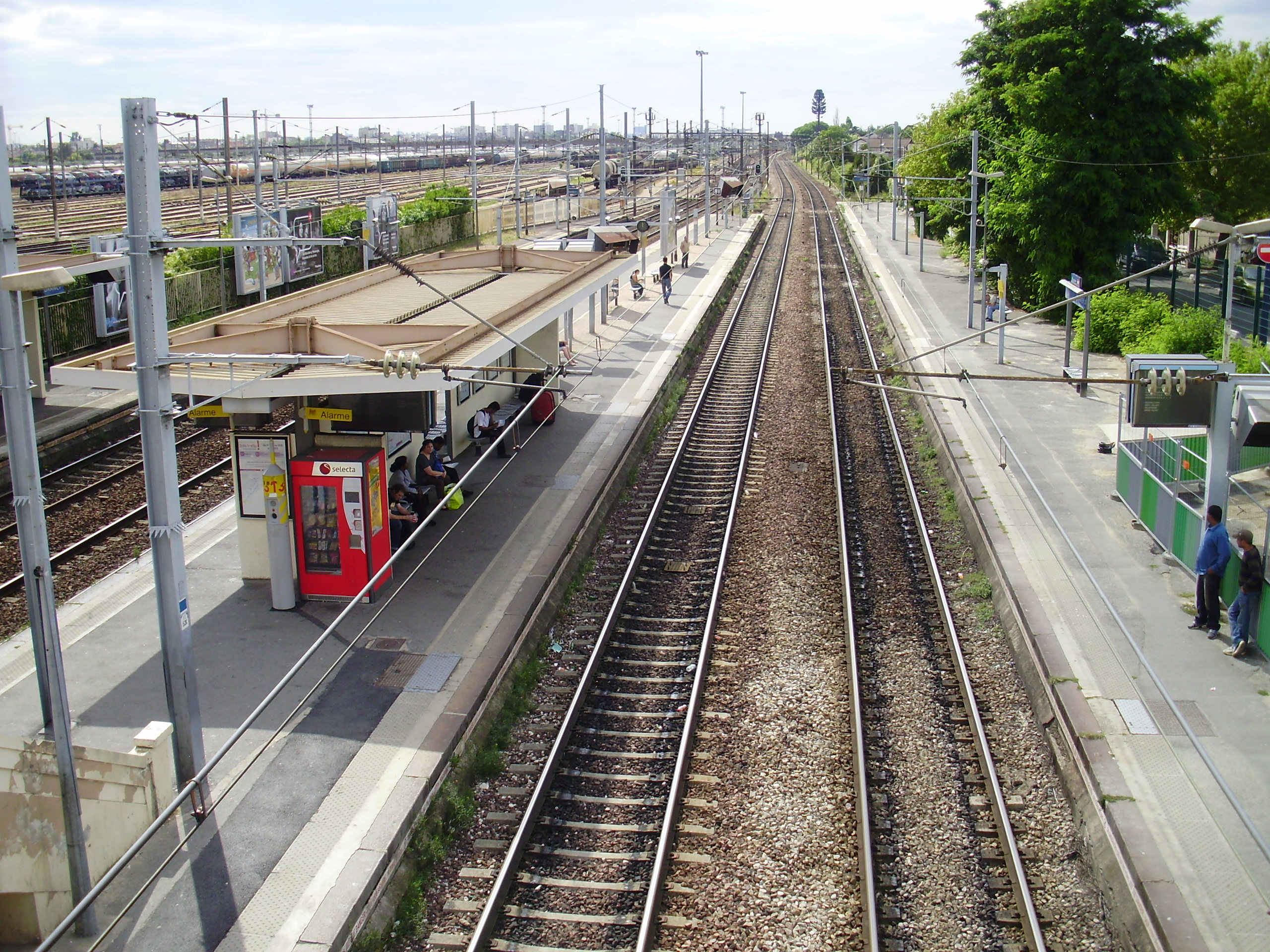
Les quais depuis la passerelle en regardant vers Paris.

La gare est située au point kilométrique (PK) 11,538 de la ligne de La Plaine à Hirson et Anor (frontière).

## Histoire
La gare fut d'abord un point d'arrêt établi en 1868, au lieu-dit « Pont des sables ». En 1903, Drancy et Blanc-Mesnil décidèrent d'allier leurs efforts afin de construire la station. Celle-ci obtint le droit de baptiser la station de son nom. La gare fut reconstruite en 1936 par la Compagnie des chemins de fer du Nord.
En 2016, selon les estimations de la SNCF, la fréquentation annuelle de la gare est de 6 757 361 voyageurs.

## Service des voyageurs

### Desserte
La gare est uniquement desservie par les trains du RER B.

### Intermodalité
La gare est desservie par les lignes 148, 247, 248 et 346 du réseau de bus RATP, par la ligne 703 du réseau de bus Terres d'Envol et, la nuit, par la ligne N42 du réseau de bus Noctilien.

## Galerie de photographies

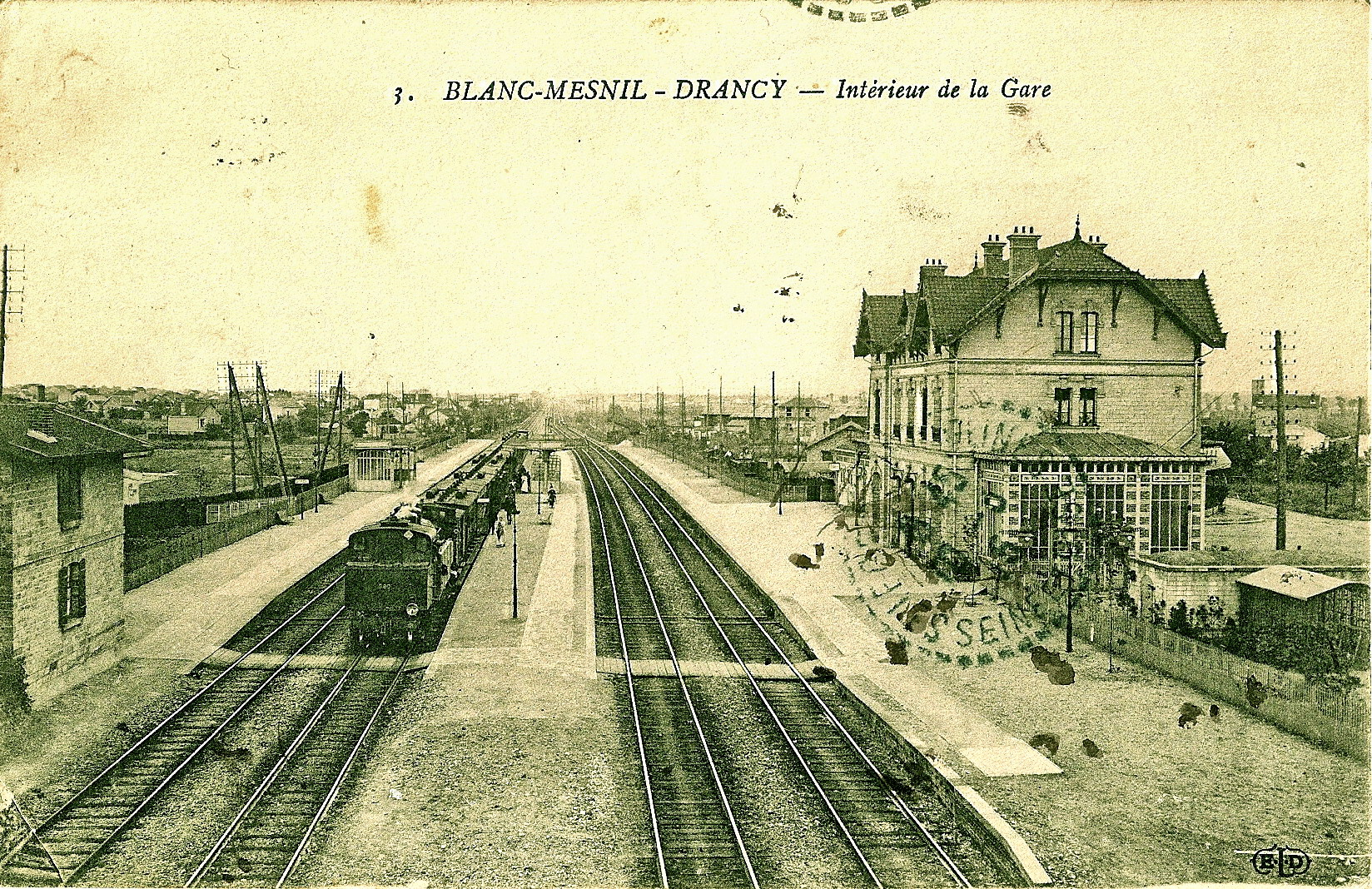
La gare alors dite de Blanc-Mesnil - Drancy, au début du XXe siècle.
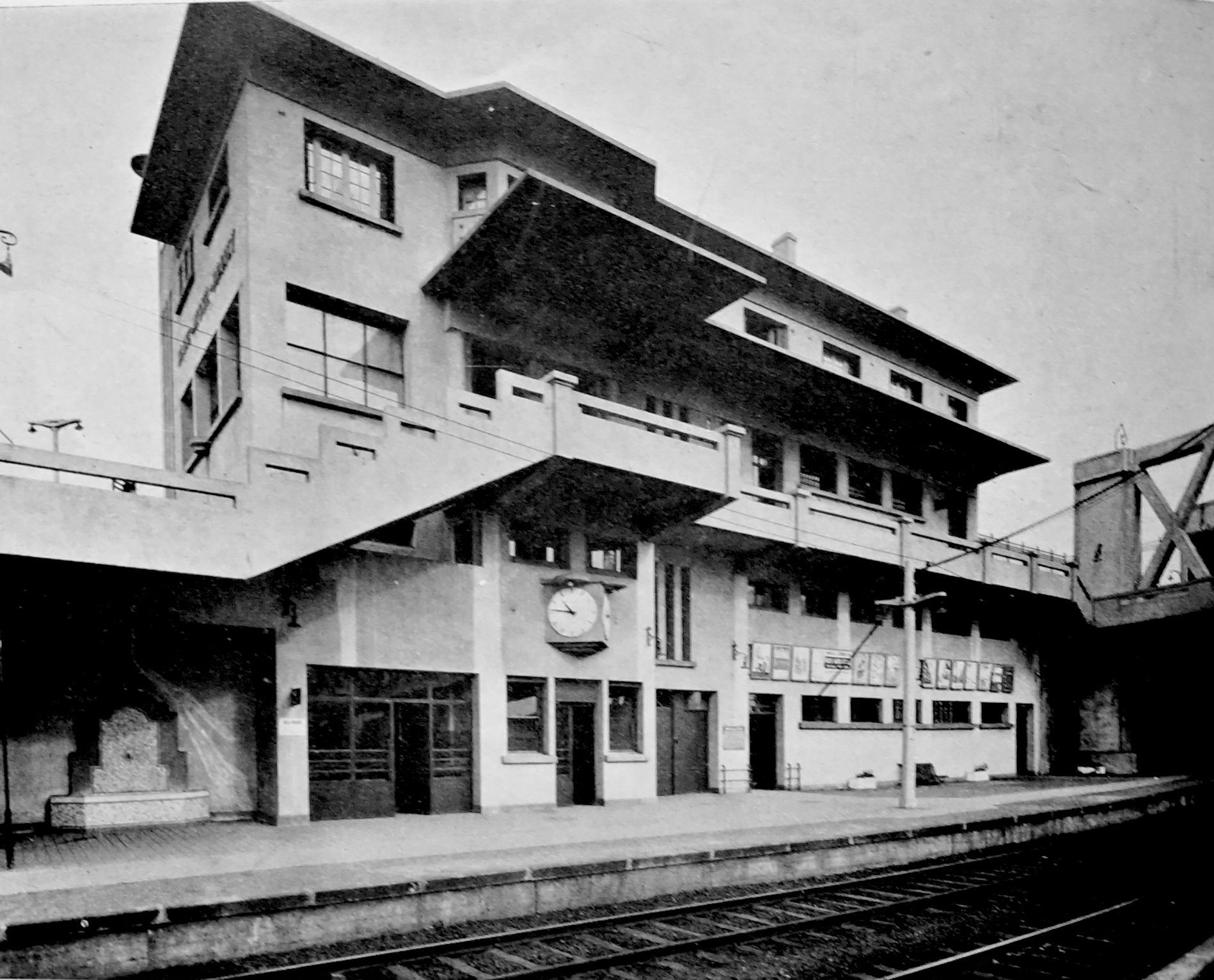
Le bâtiment voyageurs depuis les quais, vers 1936.
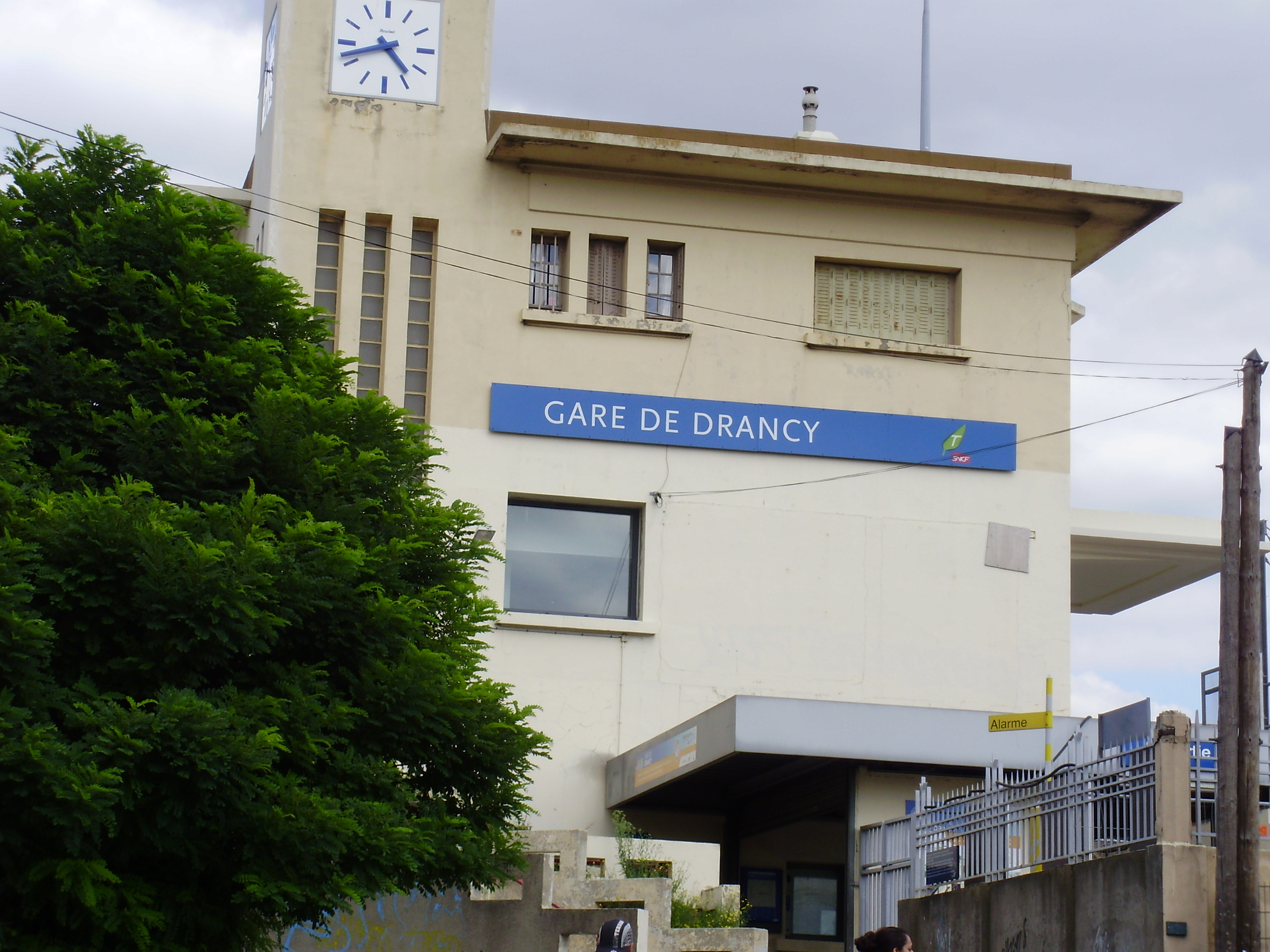
La gare depuis le Chemin latéral au nord des voies.
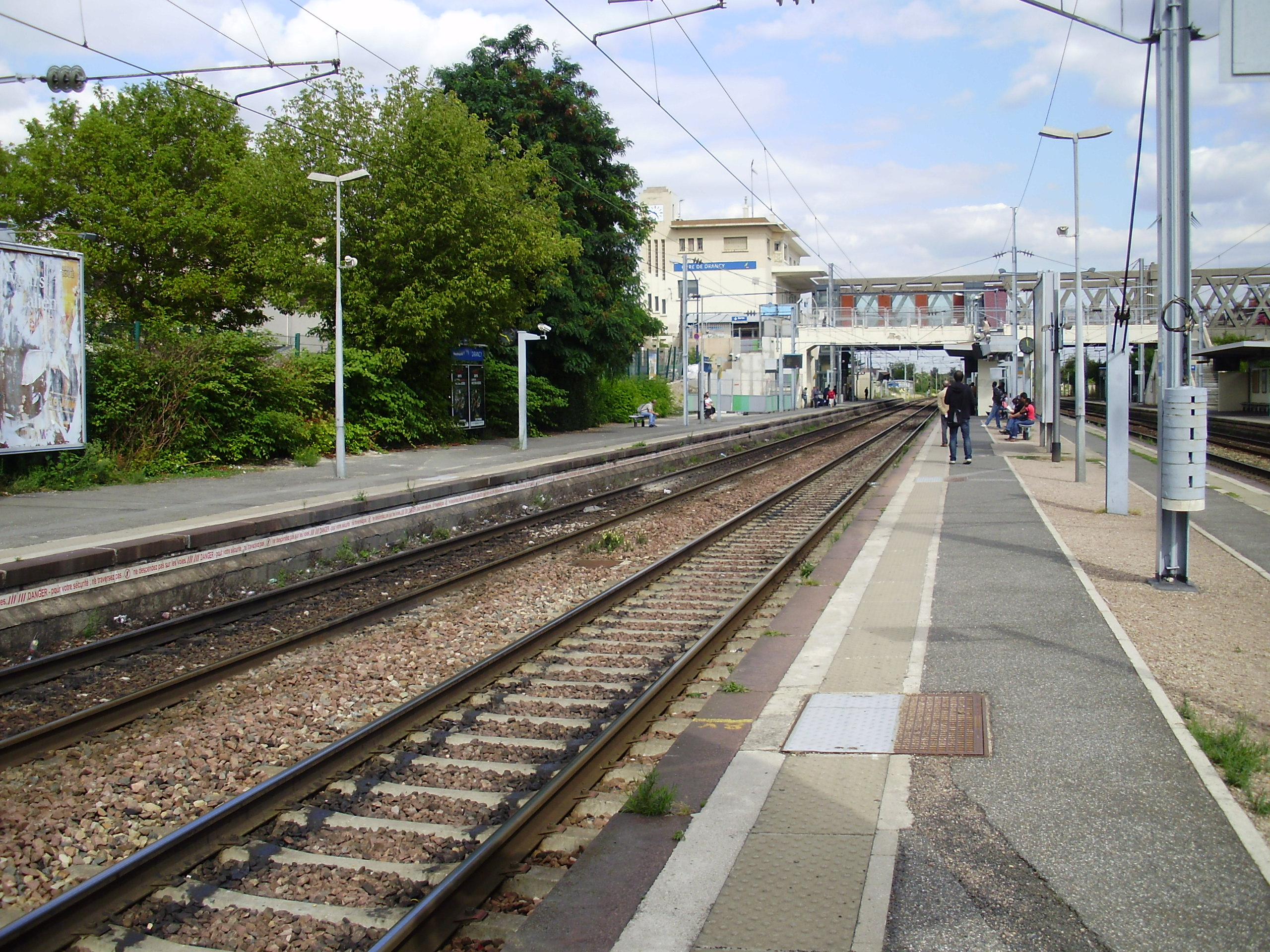
Depuis l'extrémité ouest des quais en regardant vers Le Blanc-Mesnil.
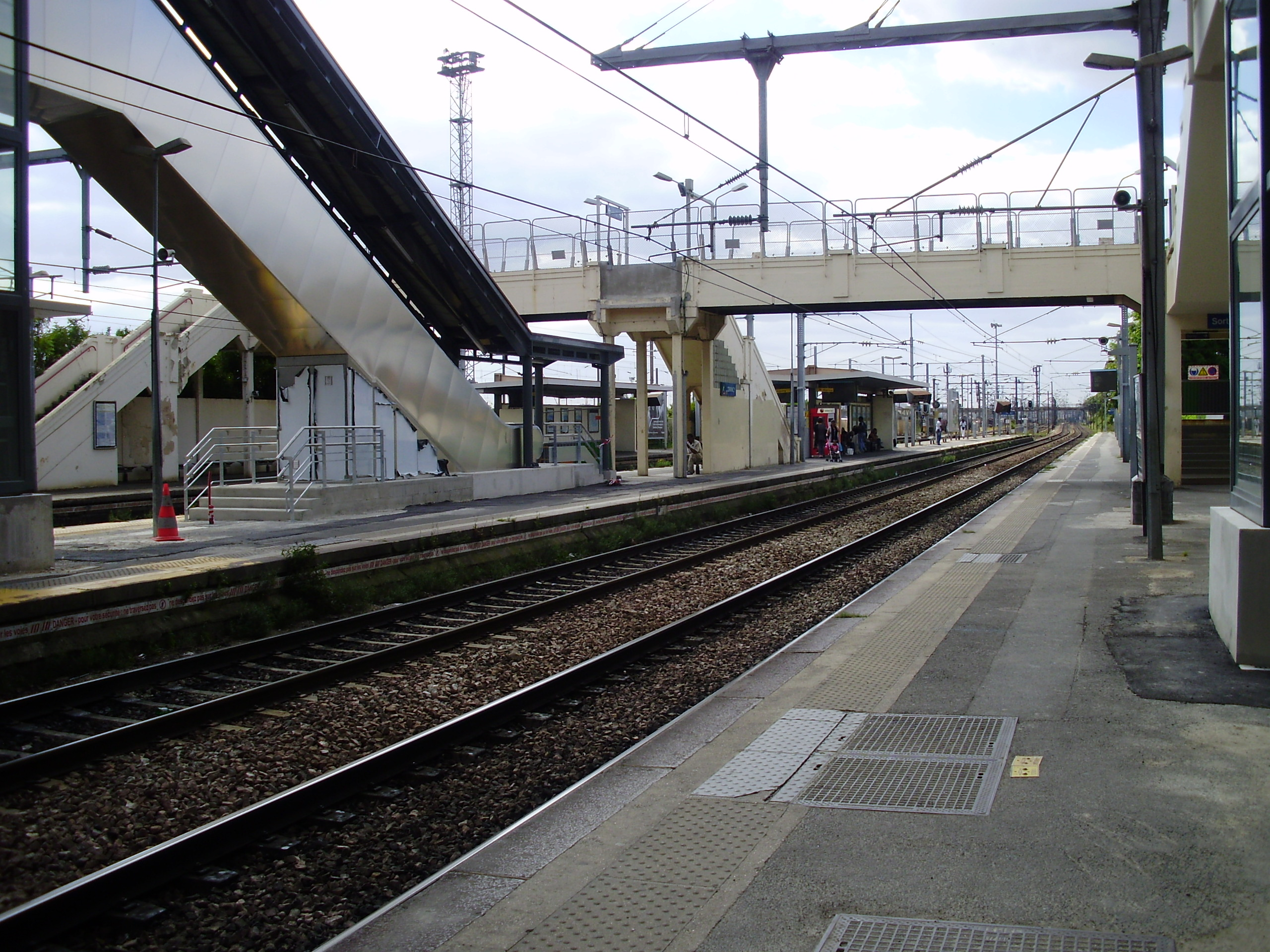
Quais de la gare depuis le quai pour Aulnay-sous-Bois en regardant vers Paris.
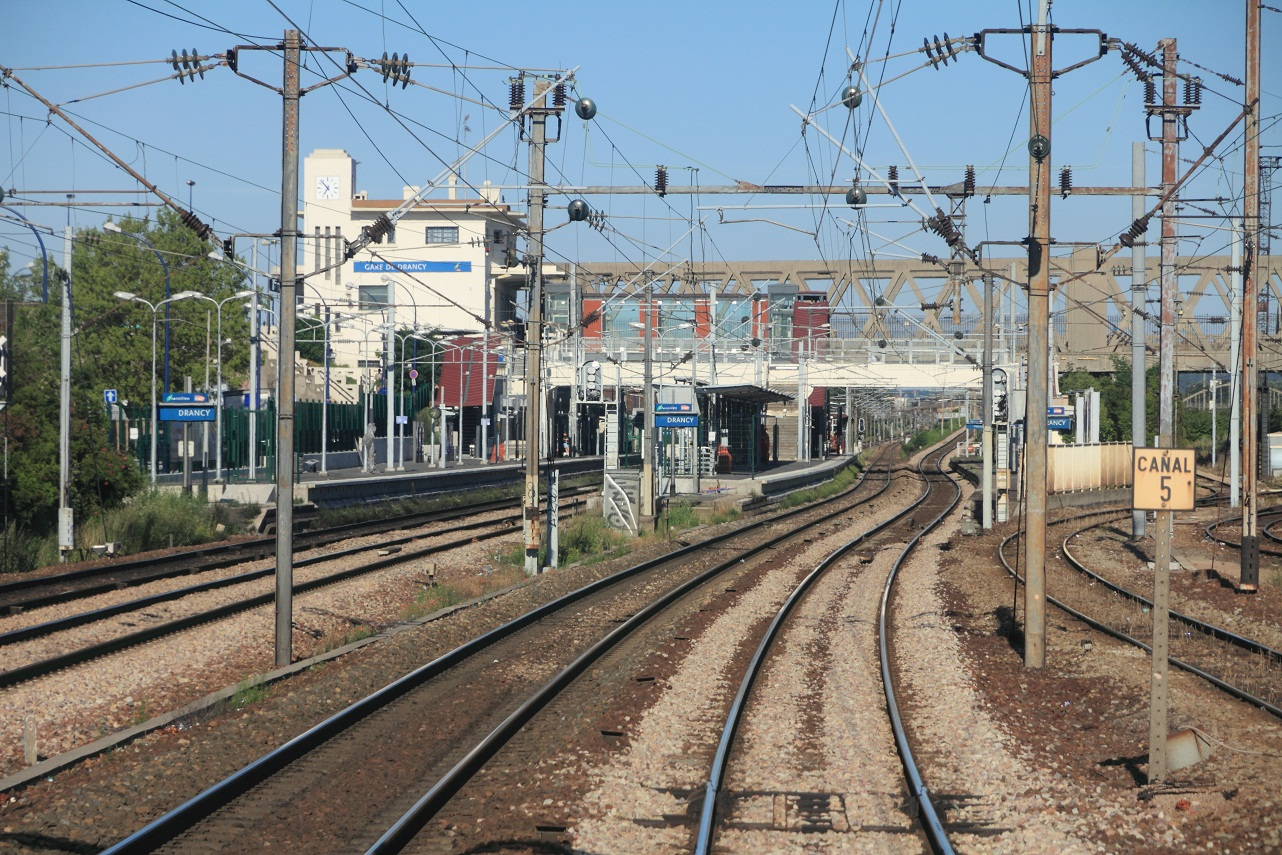
Vue générale de la gare, à gauche les voies du RER B, à droite les voies directes.